# Skomorochy (obwód żytomierski)
Skomorochy (ukr. Скоморохи) – wieś na Ukrainie, w obwodzie żytomierskim, w rejonie żytomierskim, w hromadzie Stanysziwka. W 2001 liczyła 724 mieszkańców.